# Cricotopus yatabensis
Cricotopus yatabensis är en tvåvingeart som beskrevs av Sasa 1979. Cricotopus yatabensis ingår i släktet Cricotopus och familjen fjädermyggor. Inga underarter finns listade i Catalogue of Life.